# 一澤信三郎帆布

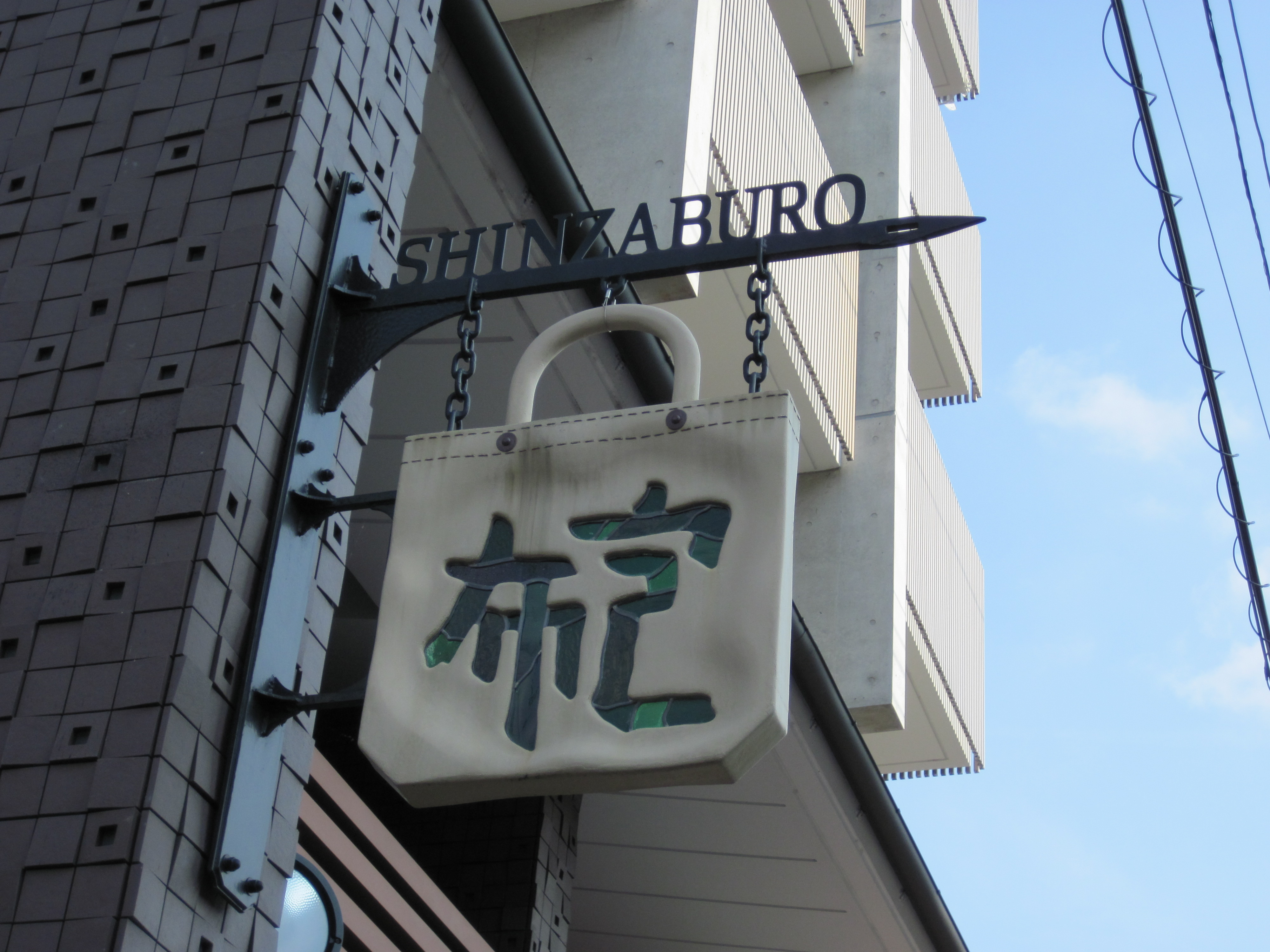
一澤信三郎帆布・看板、京都市東山区

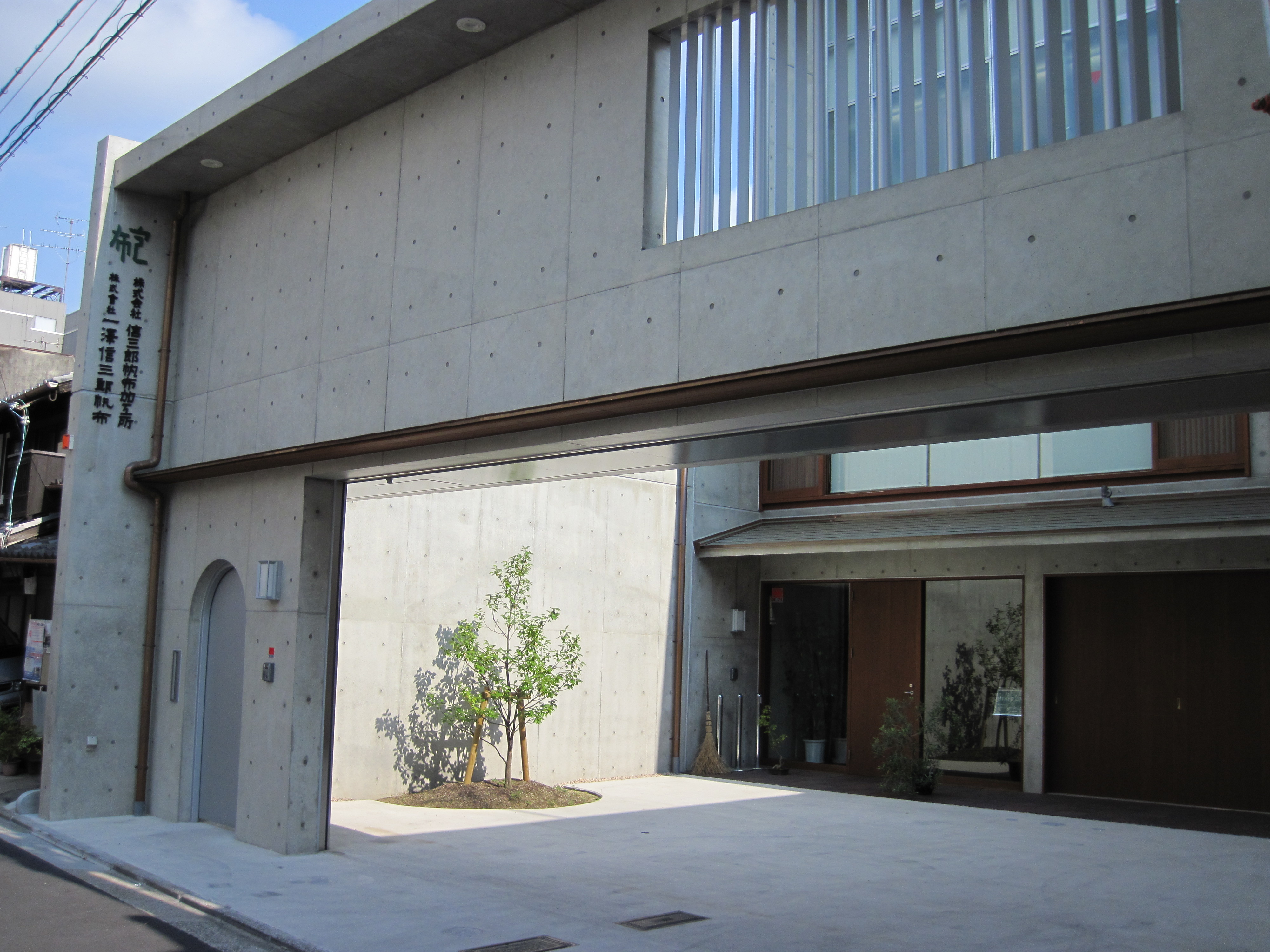
一澤信三郎帆布・信三郎帆布加工所、京都市東山区

株式会社一澤信三郎帆布（いちざわしんざぶろうはんぷ）は、京都市東山区にある布製手作りかばんの直売メーカーである。通称 「信三郎帆布」、「しんざぶ」。
2006年、一澤帆布工業株式会社の相続トラブルにより、裁判に負けて社長を解任された先代の三男が、ほぼ全ての職人と従業員を引き連れ独立し、創設した。
ロゴマークは、同社が創作した合成漢字、布へんに包と書いた「布包（かばん）」を使っている。

## 沿革
- 2006年3月 - 京都市左京区に設立。
- 2006年4月 - 同市東山区稲荷町南組（グランエターナ知恩院前1F）に開店。
- 2008年3月 - 店舗を同区高畑町（サンコーポ東山1F）へ移転。
- 2008年6月 - カタログ通信販売を開始。
- 2009年2月 - 東京に初出展（伊勢丹新宿店で期間限定）。
- 2011年4月 - 店舗を京都市東山区高畑町（旧一澤帆布工業店舗1Fおよび2F）へ移転。一澤帆布製タグ商品の復活。

## 商品
信三郎帆布のかばんや袋物は、純綿または本麻製の帆布と呼ばれる厚布で作られている。素朴でシンプルなデザイン、豊富な色ぞろえ、堅牢なつくりが特徴。帆布の素材感や使うほどに増す風合いなどが注目され、ファッションアイテムとしても老若男女を問わず人気が高い。
同社では、3つのブランドラインで展開。
信三郎帆布
無地の純綿帆布を使ったライン。手提げやショルダーバッグ、タウンユース向けのリュックサックなどがある。空色や桜色、若草色などの新色も加わっている。
信三郎 布包（かばん）
本麻帆布や、新たに加わった柄物の純綿帆布を使ったライン。草花文様や蔓草更紗文様、鉄腕アトムの図柄をあしらったものなどがある。
一澤帆布製
職人向けの道具入れ、昔ながらの登山系リュックサックなどがある。

## 店舗
信三郎帆布の販売店は、京都東山区の直営一店舗のみ。店頭販売、およびカタログによる通信販売（一部対象外の商品あり）を行っている。破損した場合には実費で修繕も受け付けている。
なお、同社の製造部門である株式会社信三郎帆布加工所の「東山工房」（京都市東山区進之町）では、職人の作業風景を窓ガラス越しに公開している。

## 備考
- 帆布生地は、一澤帆布時代から引き続き、朝日加工株式会社が納入。
- 縫製には、南極用テントの縫糸と同じ素材の糸を使用。
- 同志社小学校の指定ランドセルや、京都俵屋旅館の備品なども製作にあたっている。学会の記念品や引出物などの別注品も受けている。
- 店舗入り口の「布包（かばん）」の暖簾は、永六輔の書。

## テレビ番組
- 日経スペシャル カンブリア宮殿 京都オンリーワンのものづくり！ 奇跡の老舗かばん店の全貌（2018年5月10日、テレビ東京）[1]